# Социальное предпринимательство
Социа́льное предпринима́тельство — использование стартапов и других средств предпринимательства для разработки, финансирования и реализации решений социальных, культурных или экологических проблем. В этом аспекте социальное предпринимательство сближается с третьим сектором. Концепция социального предпринимательства может быть применена к широкому спектру организаций, различных по размеру, имеющих разные цели.
Субъектом и проводником социального предпринимательства выступает социальный предприниматель. Если традиционные предприниматели, как правило, оценивают успешность своей деятельности, ориентируясь на прибыль, выручку (объём продаж) или стоимость акций, то для социального предпринимателя главным критерием успешности становится «социальная отдача». Прибыль может приниматься во внимание, но не как самоцель, а как средство для дальнейшего продвижения к достижению социальных или культурных целей. Среди прочих важных признаков социального бизнеса: инновационность, самоокупаемость и финансовая устойчивость, масштабируемость и тиражируемость.
В современном виде социальное предпринимательство возникло в 1980-е годы и вступило в фазу бурного развития в 1990-е, вследствие комплекса причин, главными из которых называются рост и активизация некоммерческих организаций, развитие транспорта и инфраструктуры, появление новейших средств связи. Представление о социальном предпринимательстве эволюционирует на протяжении нескольких десятилетий, параллельно с развитием самой сферы деятельности. Нерешённой остаётся проблема точного определения социально-предпринимательской деятельности.
Социальные предприятия могут принимать различные организационно-правовые формы: чисто некоммерческие, чисто коммерческие, разнообразные гибридные. Лидерами в области развития социального предпринимательства считаются Великобритания, США, Италия, Словения, страны Скандинавии, Республика Корея, Малайзия, Индия, Бангладеш, некоторые страны Африки. Правовой статус социальных предпринимателей в мире сильно разнится: от полного отсутствия признания до создания уникальных корпоративных форм, зачастую разработанных специально для нужд социальных предпринимателей, предусмотренных законодательствами некоторых западных стран.
Согласно некоторым исследованиям, общество содержит очень небольшое число представителей, обладающих личными качествами и мировоззрением, необходимыми социальному предпринимателю. В свою очередь социальные предприниматели сталкиваются с трудностями при взаимодействии с обществом и часто вынуждены выступать с компромиссными инициативами. Критики самой концепции социального предпринимательства указывают на её противоречивость и в принципе ставят под сомнение возможность альтруистических форм капитализма.

## Концепция социального предпринимательства

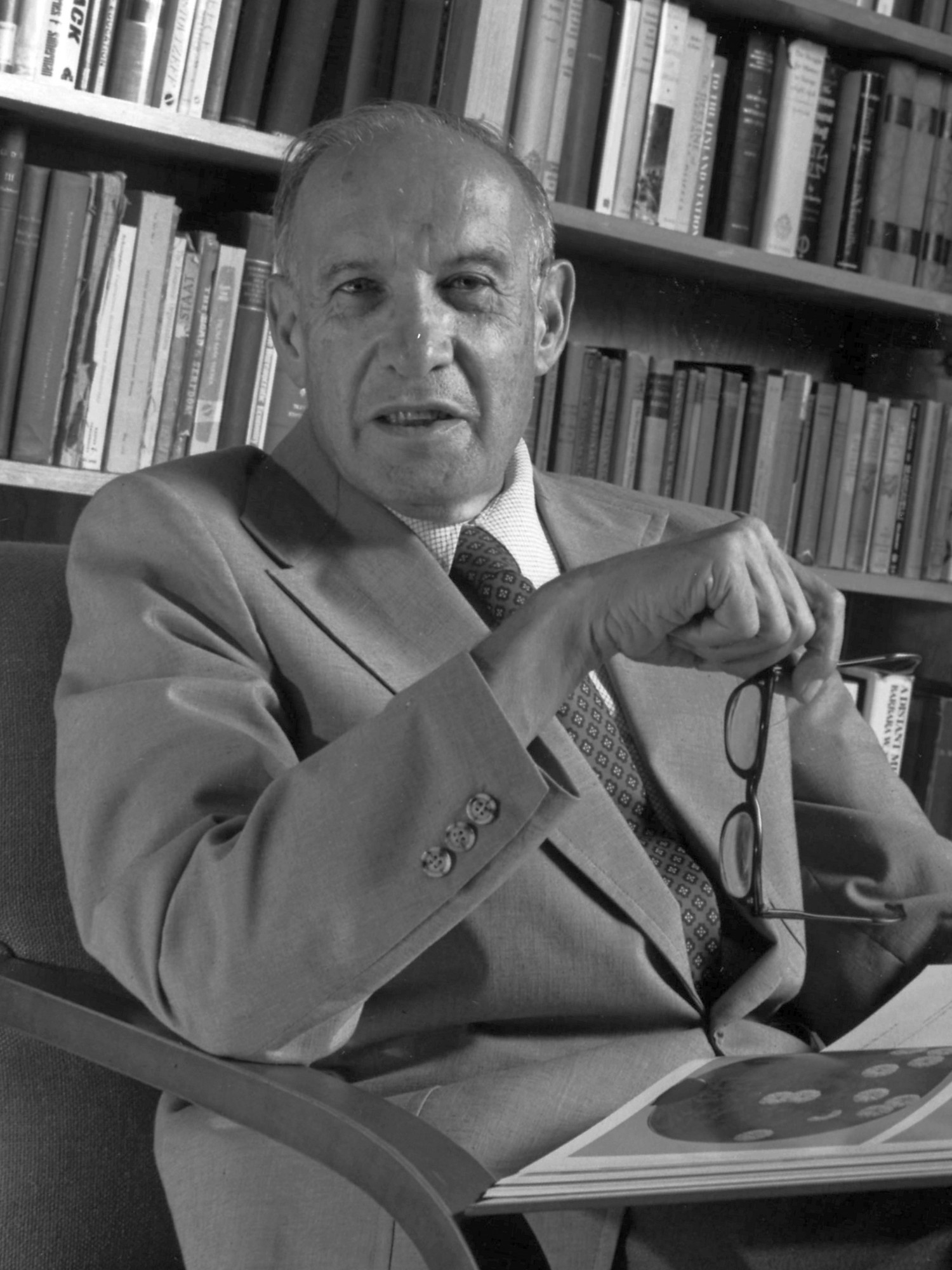
Экономист Питер Друкер верил в возможность экономического прогресса при социальной гармонии

Идея социального предпринимательства заметно отличается от основ предпринимательства традиционного, однако между этими типами деловой активности имеется ряд общих черт. Ещё в начале XIX века французский экономист-классик Жан Батист Сэй характеризовал предпринимателя как того, кто «перемещает экономические ресурсы из области меньшей продуктивности в область большей продуктивности и дохода». Подобно тому, как традиционный предприниматель (например, Генри Форд, Стивен Джобс) изменяет производительность традиционных экономических ресурсов, социальный предприниматель, как отмечал теоретик менеджмента Питер Друкер, изменяет производительность всего общества.
Социальное предпринимательство в современном обществе предполагает альтруистическую манеру ведения бизнеса, сосредоточенную на общественных выгодах. Исследователи отмечают, что социальное предпринимательство стимулирует социальные изменения, даже если его организационные формы являются небольшими и нежизнеспособными с точки зрения экономической целесообразности. Это влияние рассматривается социальным предпринимателем как выгодоприобретение, поскольку успех социального предприятия зависит от ряда факторов, связанных с социальным воздействием и не приоритетных для традиционных предприятий. Поэтому некоторые авторы полагают, что разница между «предпринимательством» и «социальным предпринимательством» заключается, прежде всего, в целеполагании: в отличие от классических предпринимателей, социальные предприниматели не стремятся к извлечению максимума прибыли, а нацелены на изменение несправедливых общественных условий, создание продуктов или услуг, способствующих социальным преобразованиям.
Социальные предприниматели, как правило, имеют дело непосредственно с острыми социальными проблемами, причём стремятся рассматривать их в широком контексте, на пересечении различных сфер знаний, теорий и дисциплин. По некоторым оценкам, такой подход даёт лучшее понимание корней общественных проблем, позволяет разрабатывать инновационные решения и мобилизовать имеющиеся в распоряжении ресурсы в глобальном масштабе. Как частные, так и государственные агентства во всем мире оказывают поддержку нуждающимся сообществам и отдельным лицам в общей сложности на миллиарды долларов в год. Такая поддержка может способствовать формированию и широкому распространению инновационных идей.

## История

### Предпосылки
В современном виде социальное предпринимательство возникло в 1980-е годы, однако истоки явления, возможно, гораздо старше. К числу тех, чья деятельность может служить прообразом социального предпринимательства, исследователи и энтузиасты относят основателя ордена францисканцев Святого Франциска Ассизского (начало XIII века); Роберта Оуэна, основателя кооперативного движения (первая половина XIX века); Флоренс Найтингейл, основательницу первого училища для медсестёр в Великобритании, разработавшую прогрессивные стандарты работы медсестёр и способствовавшую их широкому распространению (1860-е годы) ; Винобу Бхаве, основателя индийского движения «Земля в дар» (1950-е годы), и многих других. В XIX и XX веках некоторые из наиболее успешных социальных реформаторов способствовали распространению инноваций, полезность которых в социально-культурной, образовательной и здравоохранительной сферах была оценена так высоко, что они были внедрены в национальных масштабах при поддержке государства или бизнеса. В Российской империи ранние формы социального предпринимательства появились на рубеже XIX—XX веков. В качестве примера можно назвать Дом трудолюбия, основанный отцом Иоанном Кронштадтским. Здесь каждый нуждающийся (от одиноких матерей до бездомных) мог найти себе работу, получить приют. Идея домов трудолюбия впоследствии получила распространение по всей России.
В 1980—1990-е годы социальное предпринимательство переживало бурное развитие — сначала как идея, привлекавшая всё большее число сторонников, затем уже в виде концепции со своей терминологией и теоретической базой. Как раз на два последних десятилетия XX века пришёлся взрывной рост некоммерческих организаций. Если к началу 1980-х их число во всём мире не превышало 100 000, и подавляющее множество составляли американские НКО, то к концу 1990-х их насчитывались миллионы, причём именно США стали основным «центром роста». В результате возник новый многомиллиардный сектор экономики — гражданский, или, как его часто называют, третий сектор, наряду с государственным и частным секторами. Согласно одной из точек зрения, толчком к его появлению стала концепция «нового федерализма», представленная администрацией Рейгана в середине 1980-х, когда была предпринята попытка снизить размер федерального правительства и сократить его бюджет. Ответственность за многие социальные услуги была переложена на регионы, при этом многочисленные благотворительные организации (НКО) лишились своего главного источника финансирования и в условиях выросшего спроса на их услуги оказались вынуждены искать заработок. Это и привело к возникновению феномена социального предпринимательства в его современном виде.
Называются и более фундаментальные причины подъёма социального предпринимательства во многих странах мира. Это так называемая «всемирная мобилизация» и вызванная ею «социальная революция», корни которой следует искать в росте благосостояния населения Земли, повышении уровня грамотности, информированности и правосознания, активизации феминистских и других правозащитных движений, консолидации прочих социальных групп и сообществ. Решающую роль сыграло появление новейших средств связи, развитие транспорта, финансовых институтов и, как следствие, падение или ослабление многих ранее труднопреодолимых барьеров для перемещения людей, идей и денежных средств: пространственных, временных, информационных и, в частности, языковых. В то же время, вместе со всеми этими благами к огромному числу людей пришло острое осознание множества изъянов и несовершенств современного общества, а также глубокое разочарование в государственных и частных институтах, неспособных, по их мнению, справиться с требованиями времени. Результатом стало стремление граждан изменить жизнь к лучшему своими силами.

### Популяризация, организация рынка, признание

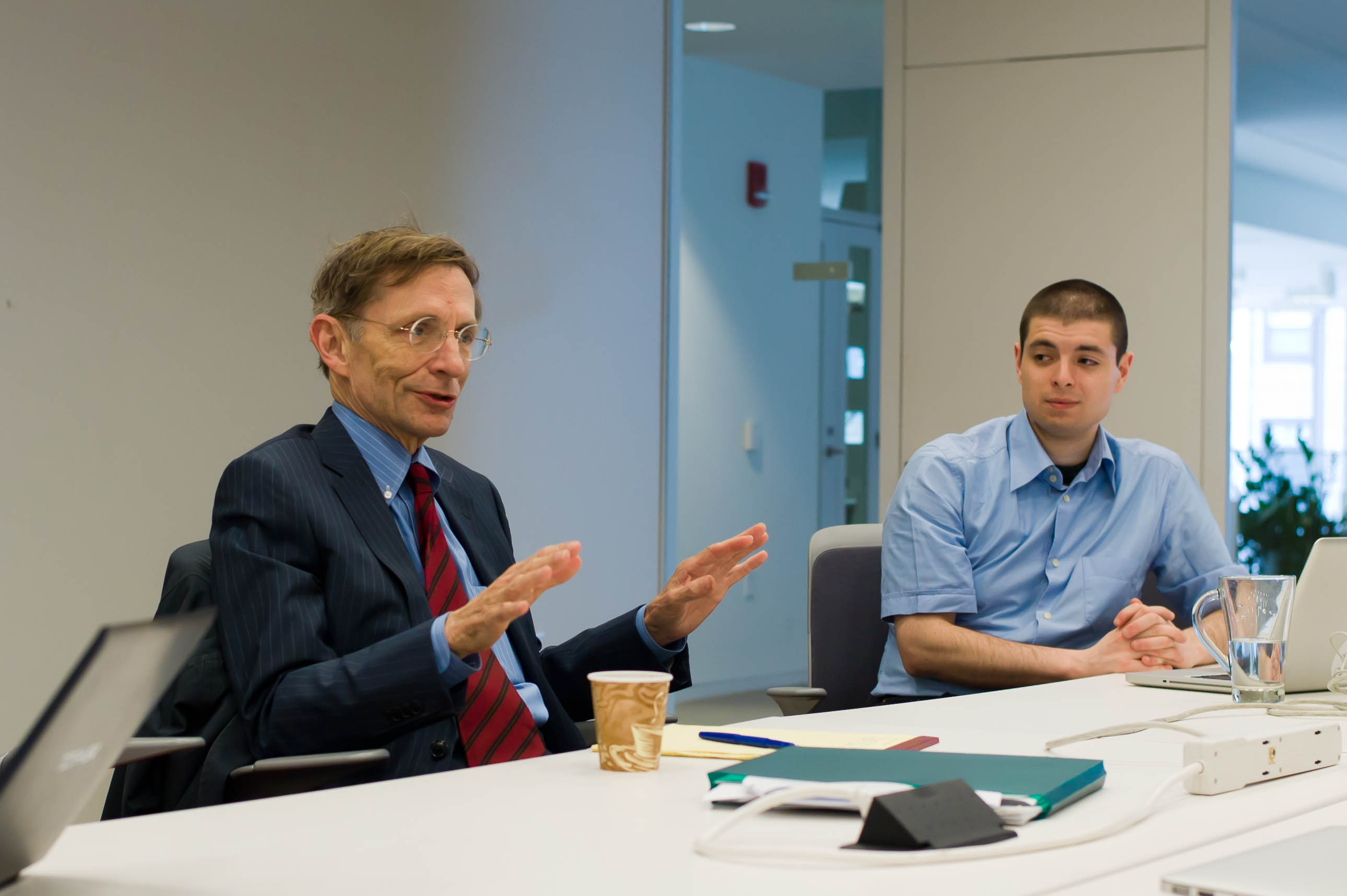
Организатор социального предпринимательства Билл Дрейтон (слева), которому приписывают популяризацию этого термина

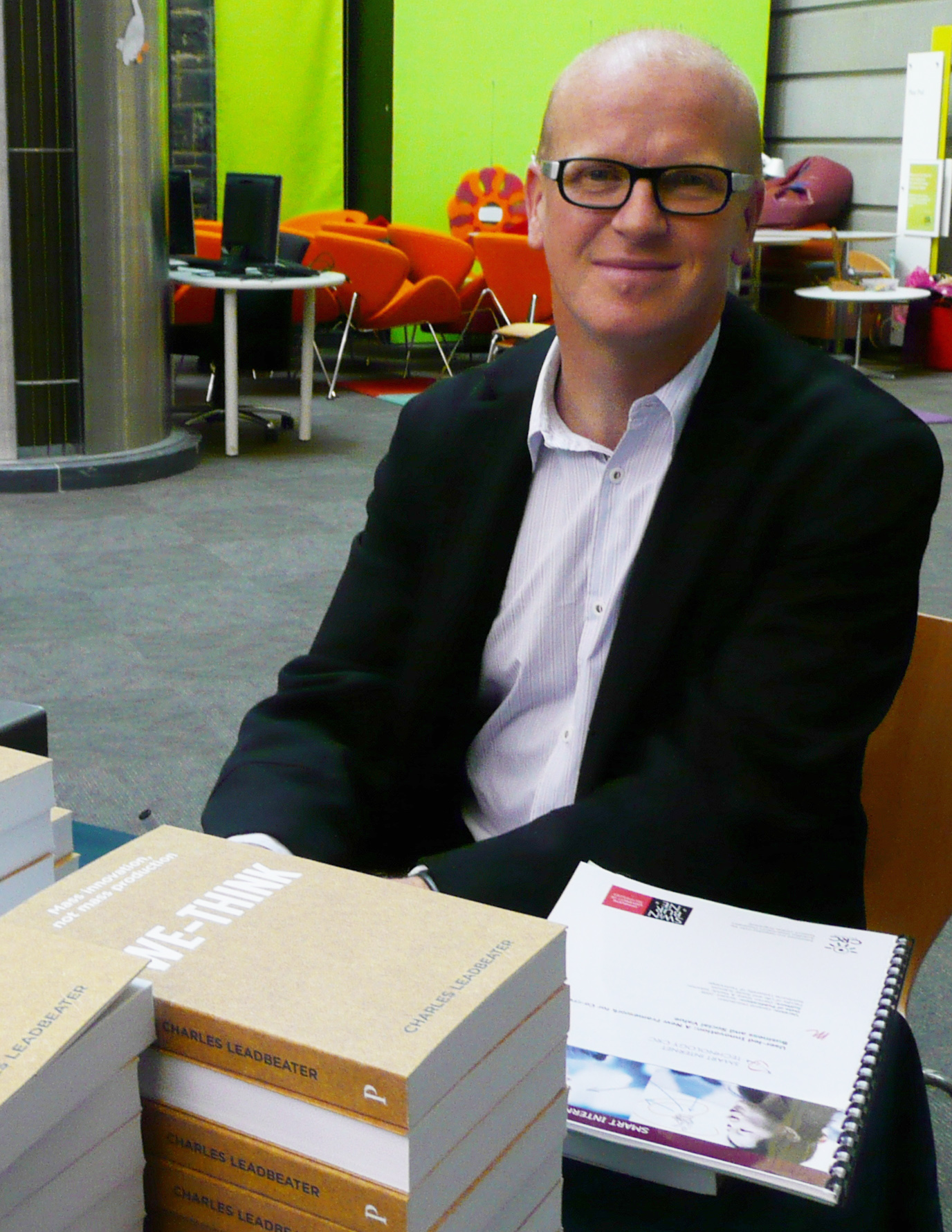
Чарльз Лидбитер, автор статьи «Пришествие социального предпринимателя» (1997)

Термины «социальное предпринимательство» (англ. social entrepreneurship) и «социальный предприниматель» (англ. social entrepreneur) впервые упоминаются в 1960—1970-х годах в англоязычной литературе, посвящённой вопросам социальных изменений. Они вошли в широкое употребление в 1980-х годах, как считается, благодаря популяризации со стороны американского бизнес-консультанта и менеджера Билла Дрейтона, которого часто называют «крёстным отцом социального предпринимательства».
В 1980 году Дрейтон основал фонд «Ашока», ставший первой организацией, целенаправленно занимающейся выявлением и поддержкой социальных предпринимателей по всему миру. К 2016 году количество членов-стипендиатов фонда достигло 3000, среди них представители 89 стран. Фонд «Ашока» не пользуется государственным финансированием — все средства, по информации самого фонда, организация получает от западных благотворительных фондов и крупных частных жертвователей. В 1987 году опыт Дрейтона был впервые промасштабирован: по модели фонда «Ашока» инвестор Эд Коуэн основал другой крупный фонд — Echoing Green.
Вехой в истории популяризации социального предпринимательства стала публикация британского журналиста Чарльза Лидбитера «Пришествие социального предпринимателя» (англ. The Rise of the Social Entrepreneur, 1997). В 1997 году британский социолог, общественный деятель и политик Майкл Янг открыл в Лондоне «Школу социальных предпринимателей» (англ. School for Social Entrepreneurs). К 2016 году филиалы школы действовали по всей Великобритании, а также в Австралии, Канаде и Ирландии. Профессор Гарвардского университета Дэниэл Белл назвал Янга «самым успешным в мире предпринимателем в области социальных инициатив».
Как профессию и область для академического изучения социальное предпринимательство впервые представил американский экономист Грегори Диз. В 1990-е годы он опубликовал пионерскую статью «Смысл „социального предпринимательства“» (англ. The Meaning of „Social Entrepreneurship“, 1998) и ряд других работ и впоследствии возглавил Центр развития социального предпринимательства при Университете Дьюка. В общей сложности Грегори Диз посвятил описанию и изучению явления социального предпринимательства 15 лет, выпустив более 60 публикаций по этой теме.

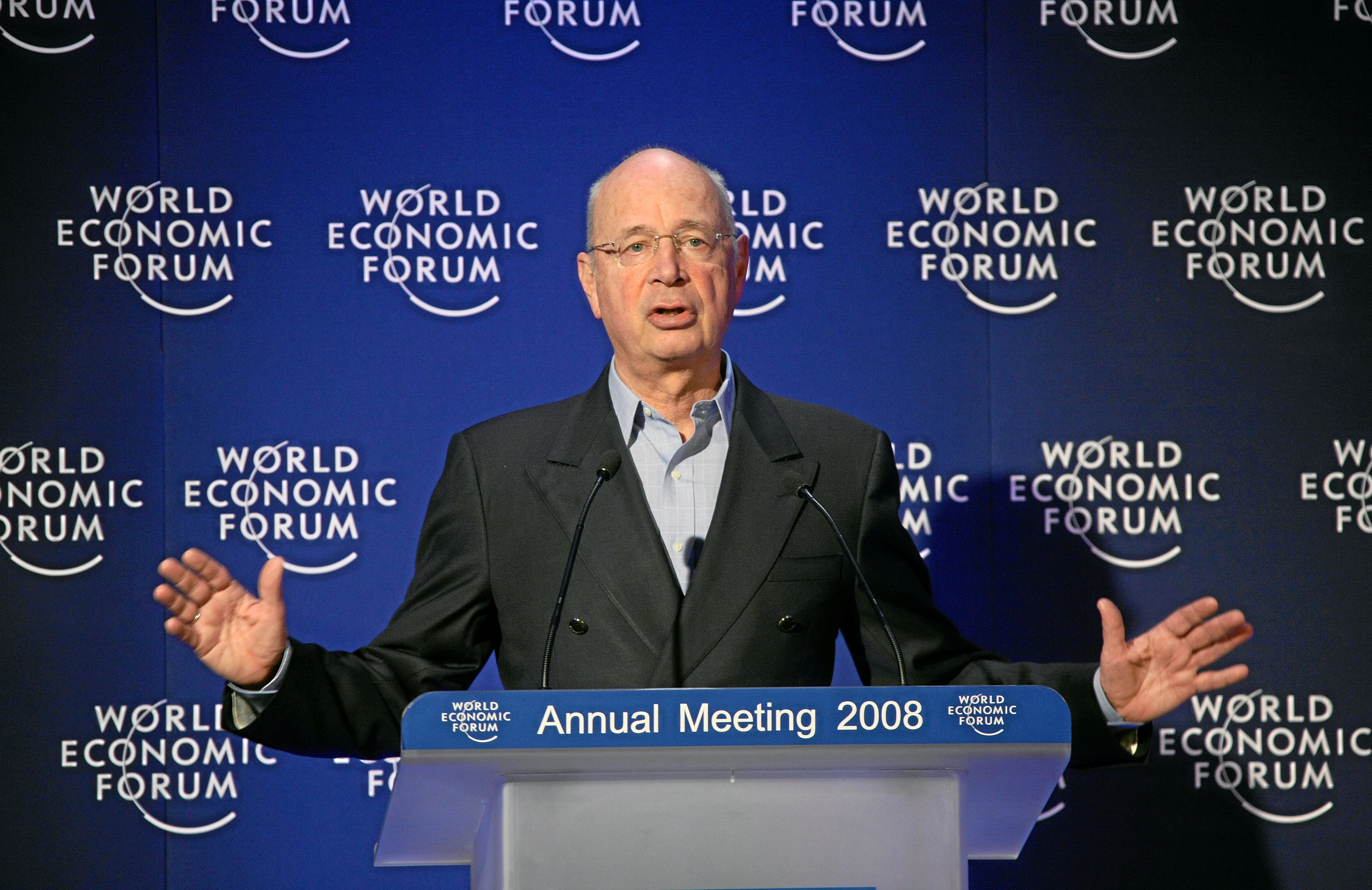
Клаус Шваб на Всемирном экономическом форуме в Давосе, 2008 год

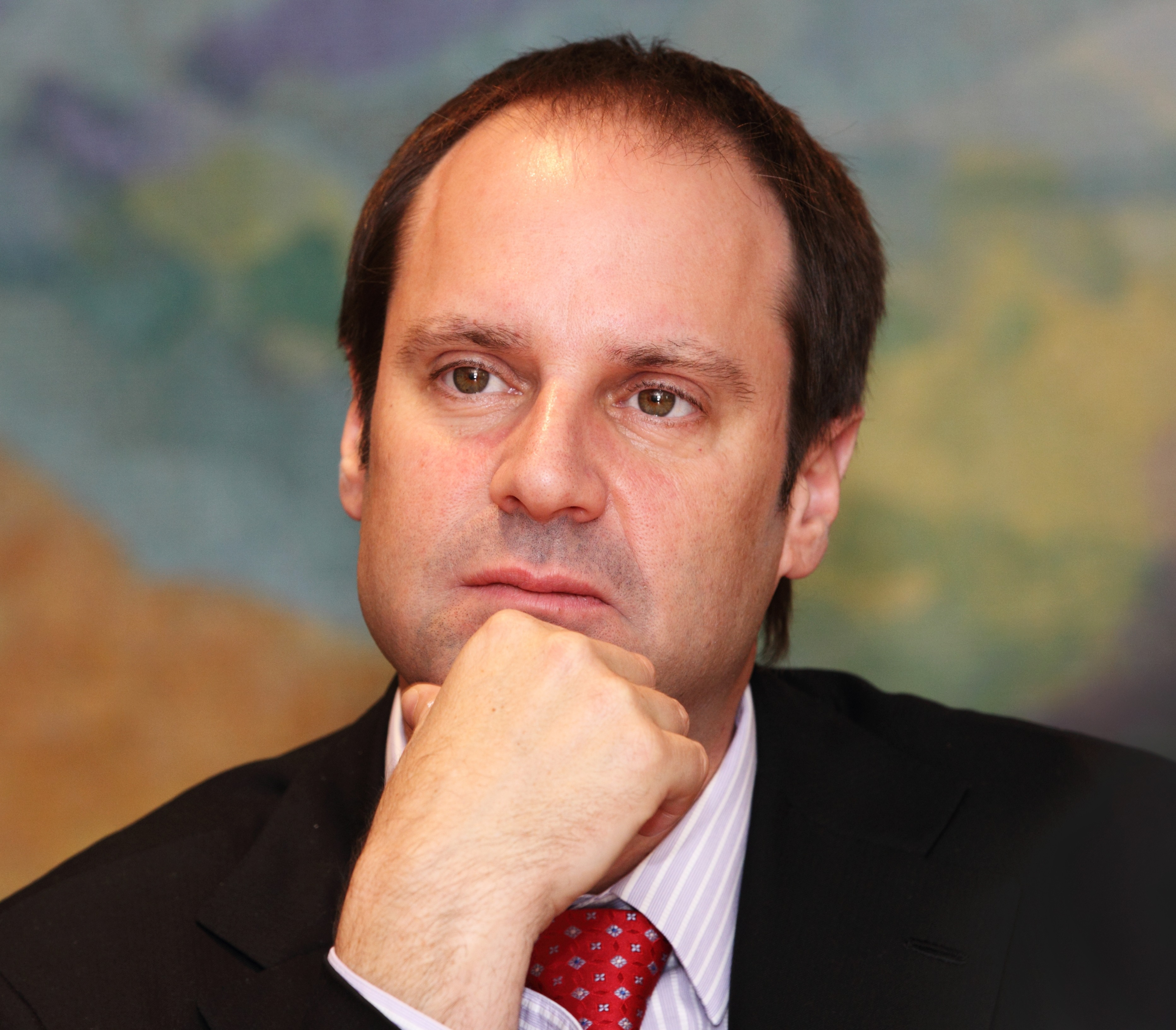
Джеффри Сколл

В 1998 году швейцарский экономист, основатель и бессменный президент Всемирного экономического форума в Давосе Клаус Шваб и его жена Хильда учредили «Фонд социального предпринимательства Шваба» для поддержки «мирового сообщества выдающихся социальных предпринимателей». Возглавляет «Фонд Шваба» бывший высокопоставленный чиновник ВОЗ Памела Хартиган. На 2007 год фонд обеспечил поддержу 72 социальным предпринимателям со всего мира. К 2016 году, по сведениям самого фонда, их число превысило 260. Ежегодно Фонд выбирает 20—25 социальных предпринимателей в рамках глобального конкурса «Социальный предприниматель года». Фонд проводит региональные экономические конференции, а также Всемирный экономический форум в Давосе, куда получают приглашения и социальные предприниматели.
Через год после основания «Фонда Шваба», в 1999 году, в США появился ещё один крупный фонд, учреждённый Джеффри Сколлом, — североамериканским инвестором и филантропом, первым президентом компании eBay. Сколл продал свою долю в eBay за 2 миллиарда долларов, пожертвовал половину этой суммы в фонд своего имени и возглавил его. «Фонд Сколла» специализируется на инвестициях в социальные предприятия, связанные с поддержкой здравоохранения и образования в развивающихся странах. По программе грантов «Фонд Сколла» выделяет до 1 миллиона долларов США на каждый проект в течение трёх лет, добиваясь его выхода в стадию «опытно-промышленных испытаний», за которой последует не только реализация, но и дальнейшее расширение и масштабирование. Так, в 2003 году Фонд Сколла предоставил 55 миллионов долларов на разработки в области социального предпринимательства.

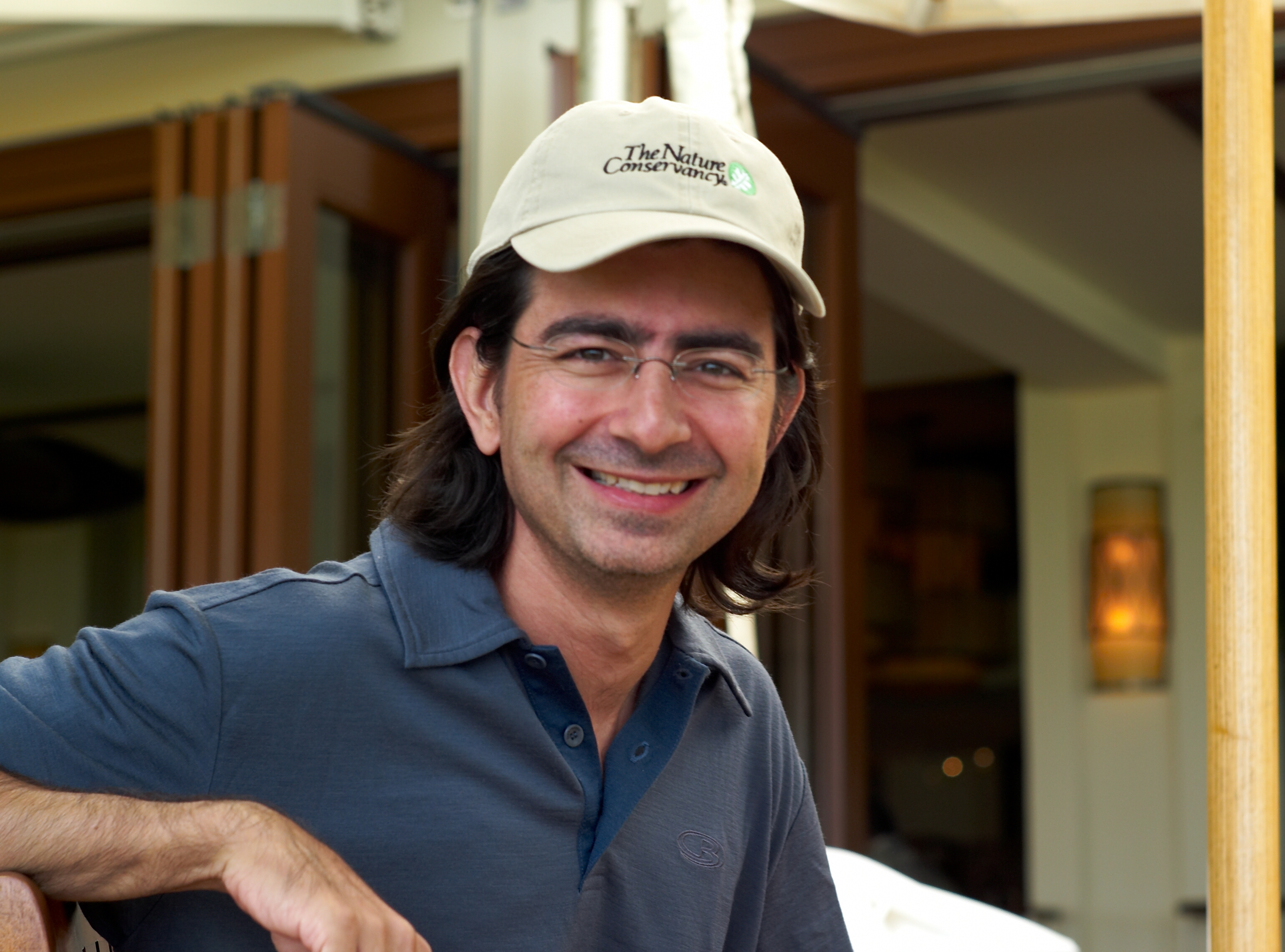
Пьер Омидьяр, основатель интернет-аукциона eBay и учредитель «Сети Омидьяра»

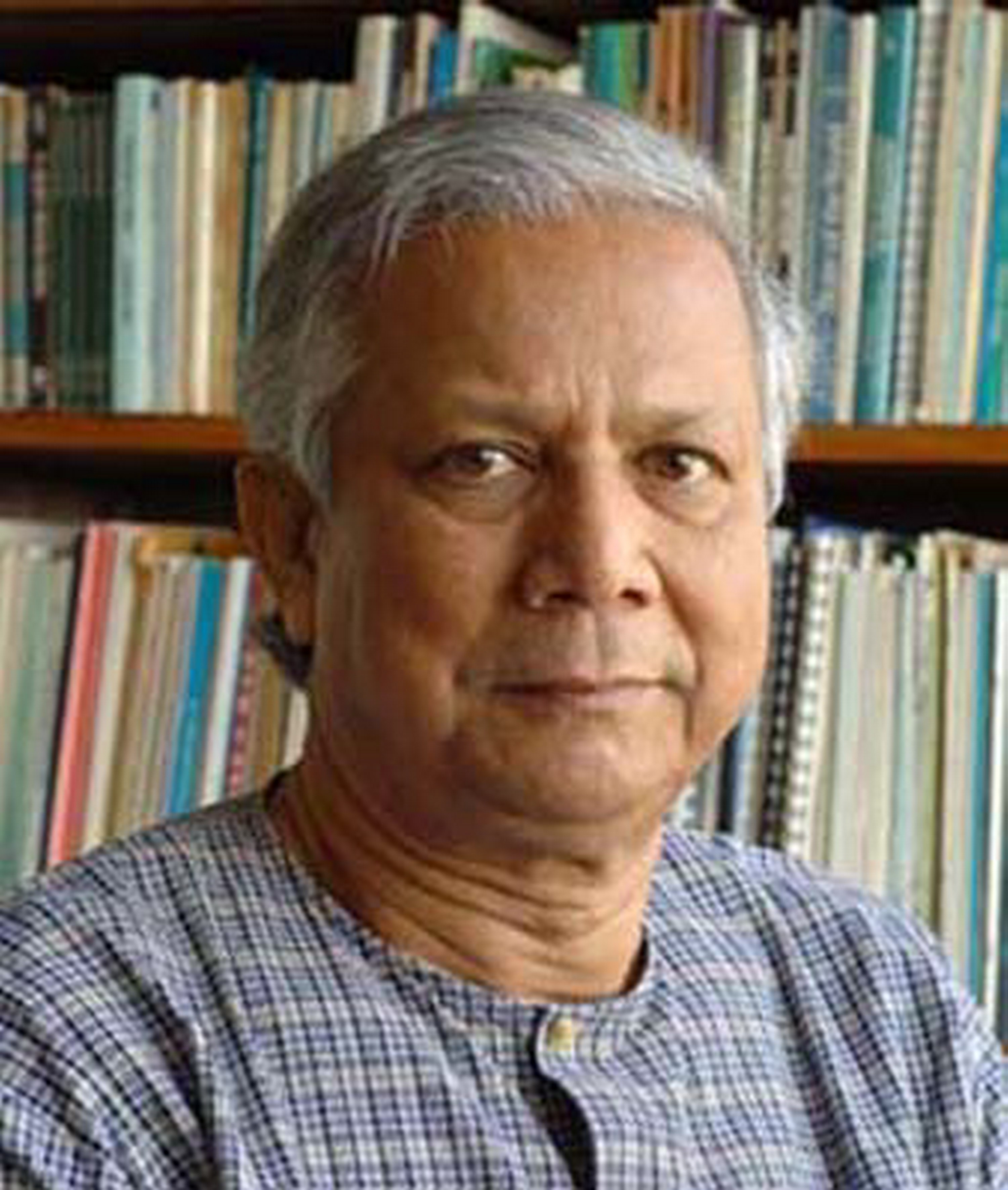
Мухаммад Юнус, основатель Grameen Bank и Нобелевский лауреат

В 2004 году основатель и председатель совета директоров eBay Пьер Омидьяр последовал примеру своего бывшего сотрудника и учредил «Сеть Омидьяра» — частный некоммерческий венчурный инвестиционный фонд, специализирующийся на инвестициях в стартапы в области социального предпринимательства практически во всех отраслях. Фонд предпочитает инвестировать от 1 до 10 миллионов долларов в коммерческие компании и от 0,5 до 5 миллионов — в некоммерческие организации и проекты. Общий объём инвестиций исчисляется сотнями миллионов долларов, особое внимание «Сеть Омидьяра» уделяет созданию условий для микрофинансирования.
Большой популяризаторский эффект произвело присуждение Нобелевской премии мира 2006 года профессору Мухаммаду Юнусу из Бангладеш. Юнус основал Grameen Bank («Сельский банк»), ставший пионером концепции микрокредитования инноваторов в нескольких развивающихся странах Азии, Африки и Латинской Америки. После присуждения Нобелевской премии Юнус стал культовой и центральной фигурой в мире социального предпринимательства, с его именем связаны множество инициатив, включая проводимый с 2010 года Международный день социального бизнеса, как правило, отмечаемый в ряде стран 28 июня, в день его рождения.
В 2009 году многие ведущие игроки рынка инвестиций социального воздействия, включая ряд крупнейших организаторов социального предпринимательства, объединились в Global Impact Investing Network (GIIN, «Глобальная сеть инвестиций воздействия»), созданную по инициативе Фонда Рокфеллера, банка JPMorgan Chase и Агентства США по международному развитию (USAID), c целью выработки методологической базы и стандартов, совместной стратегии, координации деятельности, расширения её масштабов, эффективности воздействия и снижения транзакционных издержек членов организации. Штаб-квартира GIIN расположена в Нью-Йорке.

### Роль технологий
Информационная революция конца XX — начала XXI века, приведшая к созданию Интернета, а затем социальных сетей и социальных медиа, сыграла ключевую роль для успеха и сотрудничества многих социальных предпринимателей. Интернет-ресурсы, в том числе специализированные (краудфандинговые и краудсорсинговые), представляют собой эффективный инструмент для сбора пожертвований, реализации иных, более сложных схем финансирования проектов социального предпринимательства, а также совместной работы над ними.
Существуют крупные порталы, посвящённые работе с некоммерческими организациями по теме пожертвований (GuideStar), или информирования (OneClimate, TakePart), базы данных НКО и вакансий (Idealist), платформы и сетевые сообщества для фандрайзинга (Network for Good) и адресного финансирования проектов (GlobalGiving, Jolkona). Ряд ресурсов сфокусированы на одном направлении совместной социально-значимой деятельности, например, экологической (Care2), или на преобразующем инвестировании (Kiva, MicroPlace). Существуют проекты для координации работы волонтёров (Hands on Network, Do Something), а также позволяющие профессионалам оказывать безвозмездную помощь, например, юридическую (LexMundiProBono).
Существуют социальные сети, построенные вокруг темы социального предпринимательства. В частности, в 2010 году Крис Хьюз, один из основателей Facebook, запустил социальную сеть Jumo. Через год проект был выкуплен социально-ориентированной компанией Good Worldwide.

## Проблема формализации социально-предпринимательской деятельности
Переход от концепции социального предпринимательства, выдвинутой в крайне общей форме, к единому формальному определению не завершён. Несмотря на все трудности, концепция социального предпринимательства как явления и социального предпринимателя как его проводника эволюционировала и уточнялась на протяжении нескольких десятилетий, параллельно с развитием самой сферы деятельности.
К социальному предпринимательству относят многие виды деятельности, связанные с развитием общества. Часто к социальным предпринимателям причисляют благотворителей, общественников, экологов и других социально-ориентированных деятелей. Трудности с однозначным отнесением того или иного деятеля к числу социальных предпринимателей обусловлены ещё и тем, что карьерный путь каждого из них существенно отличается от остальных.

### Разногласия в определениях

Грегори Диз — автор классического определения социального предпринимательства

Классическим считается определение социального предпринимательства, приведённое Грегори Дизом в статье «The Meaning of „Social Entrepreneurship“» 1998 года. Оно получено путём добавления социального аспекта к определению традиционного предпринимательства, заимствованному из работ Йозефа Шумпетера, Жана-Батиста Сэя, Питера Друкера и Говарда Стивенсона. По словам Диза, социальные предприниматели — это агенты изменений в социальном секторе, благодаря:

- принятию миссии, направленной на создание и поддержание социальной ценности (а не только ценности для индивидуума);
- выявлению и неустанной реализации новых возможностей, связанных с этой миссией;
- участию в процессе постоянных инноваций, адаптации и обучения;
- смелым действиям, не ограниченным уже имеющимися ресурсами;
- обострённому чувству ответственности за судьбу социальных групп, для которых они работают, и за результат своей деятельности.

Оригинальный текст (англ.)
- Adopting a mission to create and sustain social value (not just private value),
- Recognizing and relentlessly pursuing new opportunities to serve that mission,
- Engaging in a process of continuous innovation, adaptation, and learning,
- Acting boldly without being limited by resources currently in hand, and
- Exhibiting heightened accountability to the constituencies served and for the outcomes created.

Таким образом, по Дизу, социальное предпринимательство — это применение практик традиционного предпринимательства для достижения социальных целей или выполнения социальной миссии. Джерр Боши в работе «Объединение миссии и денег: руководство для членов совета по социальному предпринимательству» (англ. Merging Mission and Money: A Board Member’s Guide to Social Entrepreneurship, 1998) усиливает это определение, подчёркивая необходимость баланса между двумя компонентами:

Социальные предприниматели — это руководители, которые уделяют повышенное внимание рыночным механизмам, не упуская при этом из виду свою основную миссию и таким образом достигая баланса между моральными императивами и стремлением к прибыли — и этот процесс представляет собой сердце и душу всего социального движения.
Оригинальный текст (англ.)«Social entrepreneurs» are nonprofit executives who pay increasing attention to market forces without losing sight of their underlying missions, to somehow balance moral imperatives and the profit motives -- and that balancing act is the heart and soul of the movement.

За последующие 10 лет было сформулировано множество определений социального предпринимательства. Дебби Брок и Сьюзен Стейнер в приложении к статье «Образование в области социального предпринимательства: достигает ли оно желаемых целей?» (англ. Social Entrepreneurship education: Is it achieving the desired aims?, 2008) приводят 13 таких определений, предложенных как теоретиками (Алекс Николлс, Дэвид Борнштейн, Пол Лайт, Джоанна Мэйр, Шеррилл Джонсон и другие), так и практиками-организаторами социального предпринимательства (Фонд Ашока, Фонд Шваба, Фонд Сколла и другие).
В целом этот период эволюции представлений о сущности социального предпринимательства стал периодом фиксации наблюдений, затрагивающих отдельные, разрозненные аспекты. Например, Перрини и Вурро в 2004 году заметили, что социальные предприниматели демократичней и коллегиальней обычных в процессе принятия решений в своей среде. Джоанна Мэйр и Эрнесто Нобо полагают, что социальный предприниматель отличается от обычного бо́льшим недовольством окружающим его положением вещей. Ганеш Праду предполагает, что социальные предприниматели могут рассчитывать на бо́льшую поддержку в обществе, чем традиционные. Однако ни один из этих признаков не уникален для социального предпринимателя, многие бизнесмены обладают этими качествами по отдельности и даже в совокупности.
Иногда аналитикам удавалось вносить в складывающуюся картину существенные уточнения и дополнения, не вызывавшие возражений. В частности, Хелен Хох и Пол Трейси в 2004 году заявили, что при работе социального предприятия «возникающие излишки должны использоваться в интересах „клиентов“ социального предприятия, а не лиц, его контролирующих». Однако в условиях бурного развития отрасли и её теоретической базы такие случаи остаются единичными, а попытки более серьёзных обобщений обнаруживают разногласия уже на новом уровне.
Аналогичные трудности возникают и в отношении термина «социальный предприниматель». К примеру, часто его относят только к учредителям организаций, ведущих деятельность исключительно на заработанные средства, то есть на доход, полученный непосредственно от потребителя. В то же время, согласно более широкой трактовке, социальные предприниматели могут заключать контракты с органами власти, получать гранты и собирать пожертвования.

### Манифест Мартина и Осберг

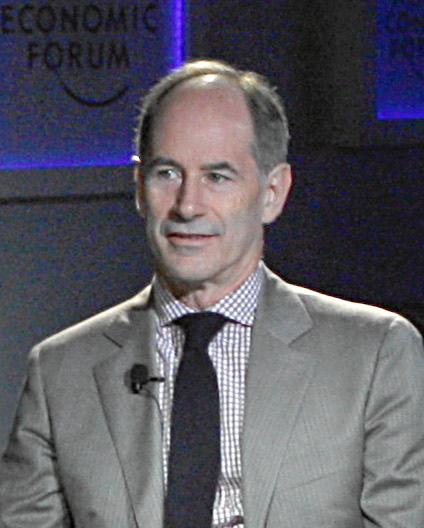
Роджер Мартин

В 2007 году профессор Роджер Мартин и глава Фонда Сколла Салли Осберг опубликовали в журнале Stanford Social Innovation Review статью-манифест «Социальное предпринимательство нуждается в точном определении» (англ. Social Entrepreneurship: The Case for Definition), в котором указали, что истоки чрезмерной инклюзивности понятия «социальное предпринимательство» кроются в размытости термина «предпринимательство», тогда как с понятием «социальности» проблем не возникает.
Если обычная предпринимательская деятельность существует на протяжении веков, а сами предприниматели благополучно обходятся без её точного определения, то для социального предпринимательства, по мнению авторов, в таком положении вещей кроется опасность:

Социальное предпринимательство является привлекательной конструкцией именно потому, что его перспективы очень значительны. И если эти перспективы не станут реальностью — в силу того что определение термина включает слишком много «непредпринимательских» инициатив — то тогда репутация СП будет подорвана, а идея подлинного СП — утрачена. Мы считаем, что для предотвращения этой угрозы следует сформулировать более точное определение, которое позволит нам устанавливать степень причастности к СП того или иного вида деятельности.
Оригинальный текст (англ.)If that promise is not fulfilled because too many “nonentrepreneurial” efforts are included in the definition, then social entrepreneurship will fall into disrepute, and the kernel of true social entrepreneurship will be lost. Because of this danger, we believe that we need a much sharper definition of social entrepreneurship, one that enables us to determine the extent to which an activity is and is not “in the tent.”

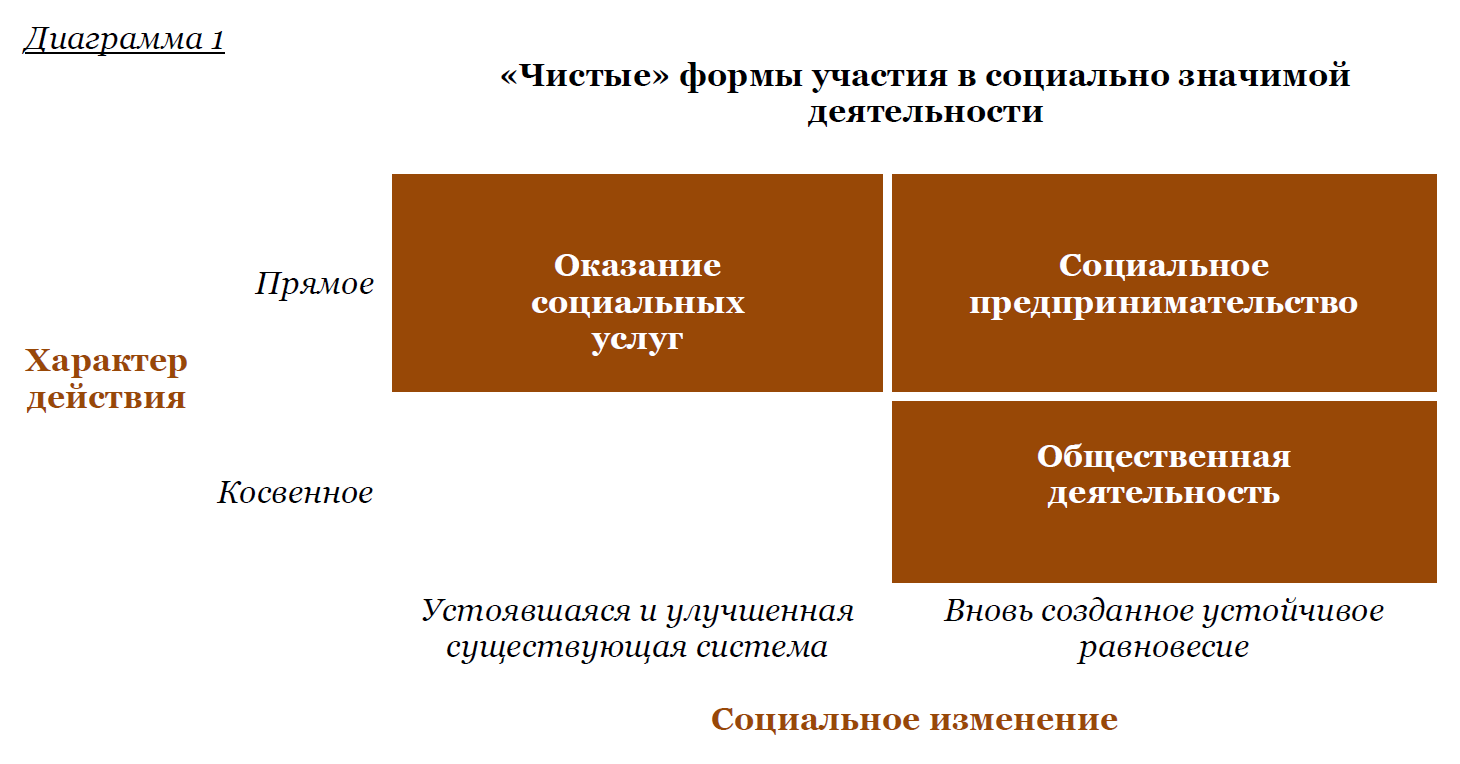
Диаграмма, иллюстрирующая различия между деятелями социальной сферы (по Мартину и Осберг)

Мартин и Осберг заявили, что все качества, необходимые обычному предпринимателю (вдохновение, творчество, готовность непосредственно участвовать в реализации новой идеи, смелость, стойкость), присущи и предпринимателю социальному. Разница между ними состоит «в сути ценностного предложения», и для социального предпринимателя оно заключается в создании масштабного общественного блага.
Социальные предприниматели, по Мартину и Осберг, стремятся с помощью прямого воздействия создать новое устойчивое и более справедливое «положение равновесия» в обществе или в целевой социальной группе. Этим они отличаются как от общественных деятелей, которые оказывают лишь косвенное воздействие, так и от провайдеров социальных услуг, которые не стремятся к созданию нового «положения равновесия» (см. таблицу слева).
Концепция Мартина и Осберг также не получила всеобщего признания, однако к настоящему времени аналитики сходятся во мнении, что для достижения прорыва в разработке единого определения социального предпринимательства необходимо установить его функции, отделив их, в частности, от функций благотворительности и добровольческого сектора.

### Дальнейшие попытки определения
Попытки более точно определить социальное предпринимательство продолжаются. Например, авторы сборника «Social Entrepreneurship and Social Business. An Introduction and Discussion with Case Studies» (2012) идут «от обратного», указывая, чем социальное предпринимательство, по их мнению, не является: это не «синоним социального бизнеса», не «новая форма социальной ответственности», не «единственная модель социальных инноваций» и, наконец, «не новый сектор», поскольку границы его размыты и могут включать в себя компоненты частного, государственного и гражданского секторов.
Наблюдение за деятелями, имеющими репутацию виднейших социальных предпринимателей, также может стать эффективным способом пополнения знаний и уточнения представлений о социальном предпринимательстве.

Деловой и социальный сектора используют разные процессы принятия решений и, соответственно, говорят на разных языках. Успешный социальный предприниматель действует подобно переводчику, дипломату и посреднику между ними.
— Дж. Кикал, Т. Лайонс
Не менее важной для социального предпринимателя оказывается способность действовать в рамках определённого социального контекста, он должен умело использовать культурные, политические, юридические, финансовые и другие инфраструктуры.
Более глубокий анализ разногласий вокруг определения социального предпринимательства позволяет вскрыть два принципиально различных взгляда на это явление; исследователи, как правило, тяготеют к одному из них:
1. социальное предпринимательство как набор практик, которые могут быть связаны с организациями (хотя это и не обязательное условие);
2. социальное предпринимательство как деятельность некоммерческих организаций, пытающихся повысить свою эффективность с помощью методов традиционного бизнеса[51].

Концепция социального предпринимательства проделала путь от предположения о возможности приложения инструментов бизнеса к социальной сфере через осознание необходимости баланса между этими составляющими к представлению об их однородном «сплаве». Лайонс и Кикал подчёркивают, что на 2014 год речь уже не идёт о придании социальному сектору отдельных черт предпринимательства или о наделении бизнеса социальным сознанием, и что только «смесь двух областей» позволяет эффективно достигать устойчивых социальных результатов.
Массив литературы, посвящённой социальному предпринимательству, продолжает расти, и авторы почти каждой монографии затрагивают проблему дефиниции. Аналитики часто приводят обзоры наиболее известных определений, сочинители более прикладной литературы могут ограничиваться одним определением, которое «хорошо подходит для наших нужд». Сохраняющаяся вариативность определений затрудняет анализ, но в то же время предоставляет обширное пространство для междисциплинарных исследований.
В то же время ряд экспертов, отмечая переход социального предпринимательства от нишевого явления к общественной норме, выражают надежду, что однажды необходимость в термине «социальное предпринимательство» отпадёт, поскольку оно сольётся с традиционным — всё предпринимательство может стать «социальным», или, по меньшей мере, произойдёт терминологическое замещение, и под «предпринимательством» будет пониматься то, что сейчас принято обозначать «социальным предпринимательством».

## Организационно-правовые формы социальных предприятий
Разные авторы предлагают различные классификации социальных предприятий по организационному признаку. Например, Джон Элкингтон и Памела Хартиган в книге The Power of Unreasonable People рассматривают три модели организации социальных предприятий:
1. Некоммерческая усиленного воздействия (The Leveraged Non-Profit): для реагирования на социальные нужды использует доступные традиционные ресурсы (кредиты, гранты, пожертвования). Характерно инновационное использование имеющихся в распоряжении средств, позволяющее повысить их эффективность[65].
2. Социальные деловые предприятия (Social Business Venture): предназначены для создания изменений на основе общественных средств. Социальные деловые предприятия развиваются в условиях отсутствия внешнего финансирования и вынуждено преобразуются в коммерческие предприятия[65].
3. Гибридная некоммерческая (The Hybrid Non-Profit): может принимать множество форм, отличается от некоммерческой усиленного воздействия готовностью использовать собственную прибыль для поддержания своей деятельности. Гибридные некоммерческие организации часто создаются для устранения последствий неэффективного государственного регулирования или фиаско рынка, так как они приносят доход для поддержания функционирования за пределами кредитов, грантов и других форм традиционного финансирования[66].

Кристина Хемингуэй обращает внимание также на гибридные коммерческие модели, когда обычный бизнес тратит некоторую часть своей прибыли на социальную, культурную или экологическую деятельность. Сотрудники корпораций могут также участвовать в социальном предпринимательстве, с одобрения руководства компании или без него. Такая деятельность определяется как корпоративное социальное предпринимательство.
Кикал и Лайонс, в свою очередь, предлагают модель, претендующую на всеохватность, рассматривая полный спектр всевозможных структурных форм социальных предприятий, от полностью некоммерческих до чисто коммерческих, включая многочисленные гибридные формы.

### Чисто некоммерческая форма
Некоммерческие организации (НКО) могут извлекать прибыль из своей деятельности. При этом они не могут распределять полученную выручку между инвесторами и владельцами, а должны целиком направлять её на достижение целей организации. Кроме того, полученная прибыль не может превышать некоторой установленной величины. Таким образом, собственно предпринимательская составляющая деятельности социальных предпринимателей, выбирающих форму НКО, оказывается изначально существенно ограниченной.
В то же время, основная часть инвестиций крупных филантропов (Ashoka, Echoing Green, Acumen Fund) поступает некоммерческим организациям. Также важно, что такие инвесторы, как и венчурные капиталисты из частного сектора, обеспечивают НКО не только деньгами, но и учебными ресурсами, оказывают консультационную, информационную и логистическую поддержку. Для оценки эффективности работы филантропов используется показатель социального возврата на инвестиции (SROI). Среди прочих преимуществ такой формы — освобождение от налогов и максимально широкий выбор источников финансирования: членские взносы, пожертвования, гранты, займы.
С другой стороны, социальные предприятия оказываются особенно чувствительными к фундаментальным недостаткам формы НКО, на практике лишь минимально контролируя свою деятельность. Так, социальные предприниматели вынуждены действовать в русле интересов инвесторов, которые, к примеру, зачастую готовы финансировать только одно из направлений деятельности социального предприятия. Спонсоры часто заинтересованы в репутации «прогрессивных» и для её поддержания идут по простейшему пути, финансируя рискованные инновационные проекты на самом первом этапе. Затем они прекращают поддержку и переключаются на другие стартапы, говорить же о поддержке развития не материальной базы, а самих компаний и навыков предпринимателей, как правило, и вовсе не приходится. Сложности возникают и с предоставлением отчётности с конкретными измеряемыми результатами, поскольку решение социальных проблем требует длительного времени, а гранты обычно выдаются на короткий срок (1-3 года). В результате многие успешно стартовавшие социальные проекты закрываются.
Среди последних веяний, призванных несколько сгладить негативные стороны функционирования социальных предприятий в форме НКО, можно выделить:
- так называемую «электронную филантропию» (благотворительность через Интернет), позволяющую, в среднем, привлекать значительно большие суммы пожертвований при снижении расходов и затрат (включая временны́е)[73].
- долгосрочные кредиты (для обеспечения оборотного капитала), предоставляемые фондами, работающими с банками, через специальные финансовые инструменты (так называемые «программные инвестиции» — program-related investments, PRI — гибридная форма между грантом и традиционной инвестицией[англ.])[74].
- малодоходное общество с ограниченной ответственностью (Low-profit limited-liability company, L3C[англ.]) (форма НКО, набирающая популярность в США), позволяющее совмещать преследование благотворительных целей, остающихся приоритетными, и распределение прибыли. В случае, если прибыльная деятельность становится для L3C основной, такая организация может изменить свой статус на коммерческий[71].

### Чисто коммерческая форма
Социальные предприятия в виде чистых коммерческих структур ничем не отличаются от обычных коммерческих предприятий, за исключением наличия задекларированной социальной миссии. Соответственно они могут существовать в виде частно-предпринимательской деятельности (индивидуальный предприниматель), коммерческого партнёрства (товарищества), общества с ограниченной ответственностью (ООО) или акционерного общества (АО).
Возможны и другие формы и разновидности перечисленных, специфичные для законодательств разных стран. В частности, в США существует новый экспериментальный тип корпораций — корпорации по обеспечению общественных интересов (benefit corporation, B-корпорация). Такие корпорации проходят сертификацию и обязаны не только получать прибыль, но и следовать явно выраженной социальной миссии, выполнение которой отслеживается независимыми наблюдателями, взамен на некоторые налоговые послабления. На 2016 год закон о B-корпорациях принят в 30 штатах.
В отличие от НКО, коммерческие организации имеют гораздо более узкий круг основных источников дохода: средства владельцев, членов их семей и друзей, кредиты коммерческих банков для покрытия дефицита оборотного капитала, капитал для промежуточного финансирования (бридж-кредиты), средства частных венчурных инвесторов (бизнес-ангелов), венчурный капитал.
Таким образом, владельцы социальных предприятий в форме коммерческих организаций получают возможность оставлять прибыль или её часть себе, а также максимальный контроль за своими предприятиями, но при этом минимальный набор способов их финансирования и поддержки извне.
Сохранение баланса между необходимостью получения прибыли и выполнением социальной миссии — задача, оказывающаяся не под силу многим предпринимателям, вынужденно выбирающим другие структурные формы социального предприятия. Среди успешных примеров Кикол и Лайонс называют коммерческую продуктовую компанию Newman's Own, владельцы которой направляют 100 % прибыли на образовательные и благотворительные нужды.

### Гибридные формы
Гибридные структуры предоставляют разнообразные гибкие возможности для деятельности социальных предпринимателей, и потому являются наиболее интересным и привлекательным вариантом предприятия, преследующего социальные цели. Существует множество видов таких структур, среди типовых можно выделить:
- коммерческие организации с некоммерческими подразделениями. Такие подразделения, в отличие от «материнских» компаний, способны принимать пожертвования и гранты. Пример: коммерческая компания Pura Vida Coffee[англ.], занимающаяся продажей кофе, и её некоммерческое подразделение Pura Vida Partners, управляющее благотворительными проектами в Коста-Рике, Эфиопии, Никарагуа и Гватемале. Pura Vida Partners пользуется налоговыми льготами, а Pura Vida Coffee может перечислять своему некоммерческому отделению часть прибыли в виде налоговых отчислений. Такая схема крайне эффективна для достижения социальных целей[78].
- некоммерческие организации с коммерческими подразделениями. Такие подразделения, в отличие от их «материнских» компаний, могут распределять заработанную прибыль по своему усмотрению. Пример: пекарня Greyston Bakery, входящая в состав американской некоммерческой организации Greyston Foundation. Пекарня расположена в Нью-Йорке, это коммерческое предприятие типа B-корпорации с оборотом порядка 5 миллионов в год. Средства, передаваемые пекарней материнской НКО, не облагаются налогами[79].
- некоммерческие структуры с некоммерческими подразделениями. Такие подразделения могут создаваться с разными целями: например, чтобы заниматься другим видом бизнеса, не связанным с деятельностью материнской НКО, или чтобы повысить шансы всей структуры на получение грантов, или предотвратить потери грантов[80].
- партнёрства между некоммерческими организациями (консорциумы). Могут быть двух основных видов: некоммерческие кооперативы и стратегические слияния (консолидации). Пример кооперативного проекта в области журналистики — информационная сеть альтерглобалистов Indymedia. Для партнёрств обоих видов, особенно для консолидаций, важна сопоставимость миссий обоих партнёров[81].
- партнёрства между некоммерческими и коммерческими структурами (альянсы между секторами). Успешны при условиях взаимной выгоды, взаимодополняемости стратегий, близости корпоративных культур. Примеры: партнёрство между крупнейшей американской энергетической компанией Consolidated Edison и НКО Trees New York, занимающейся озеленением города; Фонд Susan G. Komen for the Cure[англ.], занимающийся проблемами рака груди, имеющий множество коммерческих партнёров[82].

## Международное распространение
Среди государств в области развития социального предпринимательства традиционно лидируют Великобритания и США, в том числе в силу законодательно выделенного статуса социального предпринимательства. Также высокие показатели демонстрируют Италия (благодаря исторически сильному кооперативному движению), Словения, страны Скандинавии, Республика Корея, Малайзия, Индия, Бангладеш, некоторые страны Африки.
В 2016 и 2019 годах благотворительная организация Thomson Reuters Foundation проводила опросы почти 900 экспертов в области социального предпринимательства из 45 стран с крупнейшей экономикой. В число респондентов были включены исследователи, социальные предприниматели, инвесторы, чиновники и другие компетентные лица. Результатом опроса стал рейтинг стран с лучшими условиями для социальных предпринимателей. В 2019 году в десятку лидеров вошли: Канада, Австралия, Франция, Бельгия, Сингапур, Дания, Нидерланды, Финляндия, Индонезия и Чили.
Такие организации, как фонд «Ашока: инновации для общества», Фонд Сколла, Сеть Омидьяра, Фонд социального предпринимательства Шваба, Канадский фонд социального предпринимательства, корпорация New Profit, фирма Echoing Green заняты поиском по всему миру людей, чья деятельность существенно меняет общество, но пока что не имеющих достаточных средств.
Программа американской компании «Ашока» «Измени мир» (англ. Changemakers) использует Интернет для того, чтобы устраивать своего рода соревнования, в результате которых возникают сообщества, решающие насущные проблемы. В Северной Америке организации склонны поддерживать выдающихся индивидуумов, а в Азии и Европе больше внимания уделяется взаимодействию социальных предпринимателей с организациями, частными лицами и общественными движениями. В России поиском и поддержкой социальных предпринимателей на постоянной основе занимается фонд «Наше будущее».
Примером вовлечения молодёжи в решение социальных проблем может служить австралийская программа Фонда для молодых австралийцев (англ. The Foundation for Young Australians) Young Social Pioneers, которая инвестирует в инициативы молодых людей, приносящие положительные перемены в обществе.
Журнал Fast Company каждый год публикует список 45 лучших социальных предпринимателей года, которыми журнал называет организации, «использующие дисциплину мира корпораций для решения сложных социальных проблем».

### Правовой статус
Деятельность социальных предпринимателей закреплена и описана в правовых актах нескольких десятков стран. Соответствующие законодательные нормы могут вводиться двумя способами: через принятие отдельного закона или посредством внесения поправок в действующее законодательство. При разработке законодательных норм международная практика чётко распадается на два подхода: «западный» и «восточный».
Пионером законодательных инициатив в области социального предпринимательства на Западе является Великобритания. Для «западного» подхода характерно принятие законов, описывающих уникальные для каждой страны корпоративные формы, зачастую специально разработанные для нужд социальных предпринимателей: корпорации общественного блага (public benefit corporation) и компании общественных интересов (Community interest company, CIC) в Великобритании, малодоходные общества с ограниченной ответственностью (low-profit limited liability company — L3C) в США, «компании, преследующие социальные цели» (SFC) в Бельгии, социальные кооперативы в Италии. Отдельные законы, регулирующие деятельность социального бизнеса, действуют также в Ирландии, Германии, Австрии, Франции, Швеции, Финляндии, Польше, Украине, Казахстане, Бразилии.
«Восточный лагерь» охватывает в первую очередь Восточную Азию, где лидерство в области социального предпринимательства удерживает Республика Корея. Развитие социального предпринимательства в этой стране стало своего рода национальной идеей, в разработке закона 2007 года приняли участие 11 министерств, а также крупнейшие корпорации и множество НКО. Для стран Азии характерен описательный подход — законодательство отвечает на вопрос, какими признаками обладает социальное предприятие, при этом новые виды некоммерческих организаций не вводятся. Правовой статус социальных предпринимателей также закреплён в Индии и Сингапуре.
В ряде стран, таких как Бельгия, Италия, Республика Корея определение социального предпринимательства закреплено на национальном уровне, а предприятия, получившие статус социальных, пользуются налоговыми льготами и иными привилегиями. В 2019 году в число таких стран вошла и Россия: вступил в силу Закон № 245-ФЗ «О внесении изменений в Федеральный закон „О развитии малого и среднего предпринимательства в Российской Федерации“ в части закрепления понятий „социальное предпринимательство“, „социальное предприятие“». Также оно закрепляется в нормативных актах, регулирующих деятельность отдельных институтов. Например, в 2021 году «социальное предпринимательство» включено в закон «О государственной корпорации развития «ВЭБ.РФ», где для главного института развития зафиксирована приоритетность достижения общественно полезных экономических и социальных целей развития, создания условий для решения социальных проблем граждан и общества над задачей по получению дохода.

## Критика и общественная полемика
Критики самой концепции социального предпринимательства указывают на её противоречивость, ставя под сомнение возможность существования альтруистических форм капитализма. Так, социальное предпринимательство называется «неадекватным, хотя необходимым»: исследования не могут адекватно отразить реалии повседневности, моральные и политические проблемы социально-предпринимательской деятельности; критикуются методологические установки (социологический атомизм и эссенциализм), на которых основаны представления о социальном предпринимательстве, в частности, о его роли в социальных изменениях. В то же время критики не отрицают необходимость социального предпринимательства, например, для эмансипации и социальной креативности.
Несмотря на то, что социальные предприниматели на уровне небольшой общины или группы реализуют многие, подчас весьма инновационные начинания, на этапе масштабирования их наработок до уровня общества в целом часто возникают трудности . Согласно некоторым исследованиям, очень немногие люди обладают предпринимательским талантом и навыками в сочетании с социально-ориентированным мировоззрением. Таким образом, социальные инициативы оказываются компромиссными и часто не доходят до широкой аудитории. Поскольку понятие социального предпринимательства было популяризировано сравнительно недавно, некоторые сторонники данной концепции говорят о необходимости разработки неких стандартизованных методов распространения достижений социальных предпринимателей по всему миру.
Для качественного прорыва в развитии социального предпринимательства необходимо привлечение на его сторону как можно большего числа мировых лидеров, для чего, в свою очередь, необходима большая разъяснительная и популяризаторская работа. Вовлечённость и сотрудничество между частными корпорациями и государственными органами позволяют привлечь дополнительные средства для осуществления социальных инициатив, повышают подотчётность на обоих концах, развивают связи с нуждающимися сообществами, отдельными лицами или учреждениями. Например, частные организации или некоммерческие организации в прошлом решали проблемы безработицы в сообществах. При всём этом, в настоящее время разработаны только краткосрочные решения, или решения, не масштабируемые до степени, позволяющей охватить максимальное число нуждающихся. Государственная политика могла бы решить эту проблему, однако недостаток межсекторального сотрудничества не позволяет согласовать цели и задачи социальных предпринимателей и чиновников, занимающихся разработкой социальных программ, что приводит к снижению эффективности социально-предпринимательской деятельности.
Эксперты видят выход в широком привлечении к предпринимательской деятельности тех, в чьих интересах она проводится, в изменении вектора принятий решений «сверху-вниз» к вектору «снизу-вверх».

## Комментарии
1. ↑  Например, в публикации Джей Бэнкса The Sociology of Social Movements (London, MacMillan, 1972) социальным предпринимателем назван английский философ и один из первых социальных реформаторов XIX века Роберт Оуэн.
2. ↑  Специалист в области социального предпринимательства Дэвид Борнштейн даже использует термин «социальный новатор» в качестве синонима «социального предпринимателя», поскольку многие из них, в самом деле, применяют в своей деятельности разнообразные творческие, нетрадиционные стратегии.
3. ↑  В целом, такой раздел стал общим местом в исследованиях настолько, что авторы порой иронизируют по этому поводу. Так Джейсон Хейбер в книге «Дело добра. Новые рубежи социального предпринимательства» (англ. The business of good. Social entrepreneurship and the new bottom line, 2016), пишет: «Спросите трёх людей и получите три разных определения», а Джорджия Кеохане, открывая свой труд «Социальное предпринимательство в XXI веке: инновации в некоммерческом, частном и общественном секторах» (англ. Social Entrepreneurship for thе 21st Century: Innovation Across the Nonprofit, Private and Public Sectors, 2013), вспоминает крылатую фразу судьи Поттера Стюарта «Узнаю́, когда вижу», сказанную в отношении порнографии.
4. ↑  В этом подходе, противоположном социологическому холизму, на первый план выводятся отдельные индивиды и их действия, а не социальные структуры.